# Leo Slezak

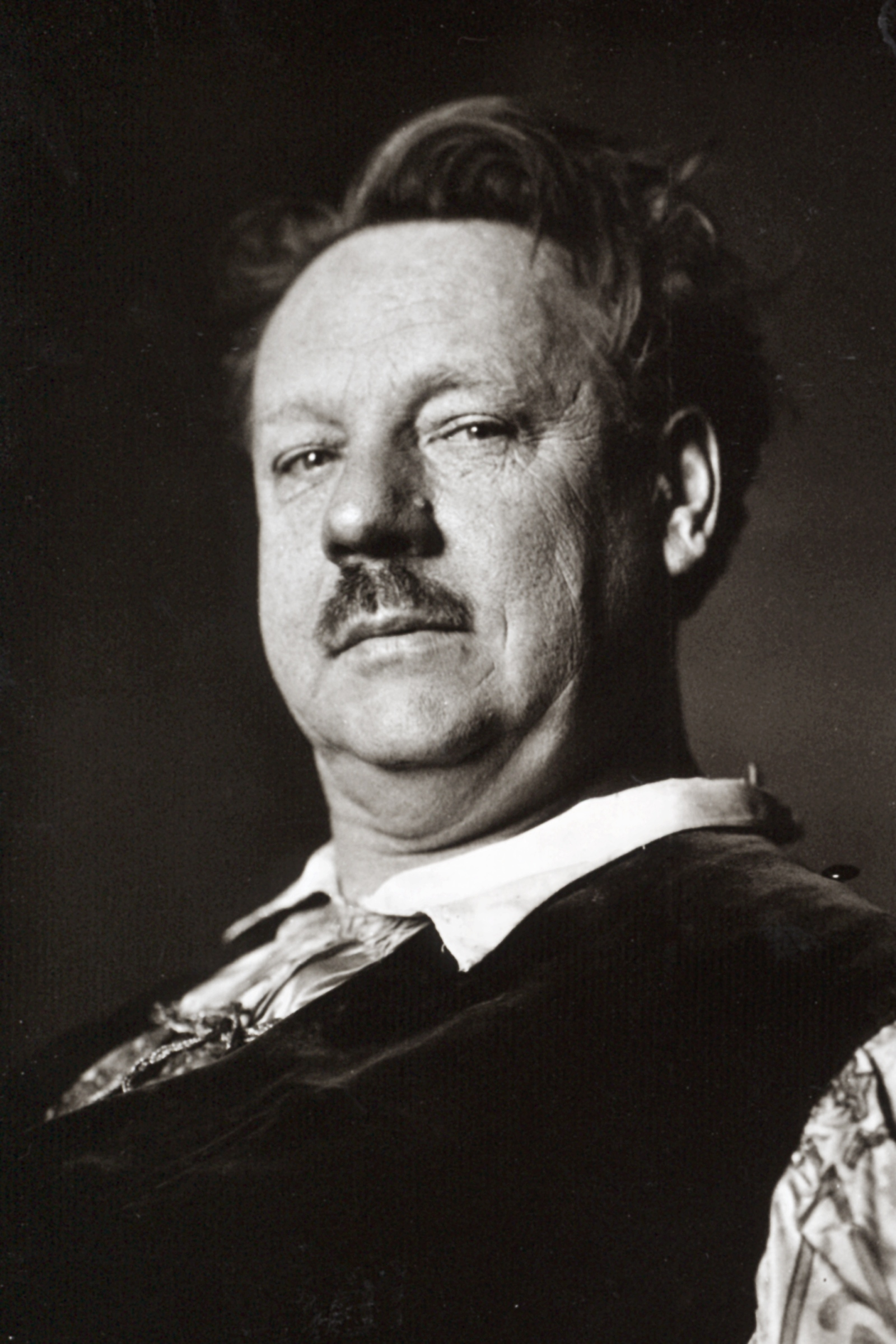
Leo Slezak

Leo Slezak (Šumperk, 18 augustus 1873 - Rottach-Egern, 1 juni 1946) was een Tsjechisch tenor.
Slezak werkte aanvankelijk als hovenier, fitter en in het leger voor hij met zanglessen begon.
Hij studeerde bij A. Robinson in Brno en debuteerde in 1896 in de rol van Lohengrin (Richard Wagner). Hij werkte bij de operahuizen van Berlijn (1898-1899), Breslau (1900-1901) en Wenen (1901-1934). Daarnaast trad hij over de hele wereld op in met name Wagners opera's. Zo zong hij bijvoorbeeld bij de Metropolitan Opera in New York onder leiding van Arturo Toscanini. Ook werkte hij met Gustav Mahler en Cosima Wagner. Vanaf 1932 werkte hij daarnaast als acteur in Duitse komedies.
Slezak publiceerde diverse boeken, waaronder zijn autobiografie getiteld Mein Lebensmaerchen (1948).

## Films
| - 1932: Der Frauendiplomat - 1932: Skandal in der Parkstraße - 1932: Ein toller Einfall - 1932: Moderne Mitgift - 1932: Die Galavorstellung der Fratinellis / Spione im Savoy-Hotel - 1932: Die Herren vom Maxim - 1933: Ich und die Kaiserin - 1933: Unser Kaiser / Mein Liebster ist ein Jägersmann - 1933: Großfürstin Alexandra - 1934: Freut Euch des Lebens - 1934: Musik im Blut - 1934: La Paloma - 1934: G'schichten aus dem Wienerwald - 1934: Ihr größter Erfolg - 1934: Der Herr ohne Wohnung - 1934: Die Fahrt in die Jugend - 1935: Die blonde Carmen - 1935: Tanzmusik - 1935: Die ganze Welt dreht sich um Liebe - 1935: Die Pompadour - 1935: Zirkus Saran / Knox und die lustigen Vagabunden - 1935: Sylvia und ihr Chauffeur / Ein Walzer um den Stephansturm - 1935: Eine Nacht an der Donau | - 1935: Herbstmanöver - 1935: Unsterbliche Melodien - 1935: Die lustigen Weiber - 1935: Der König lächelt – Paris lacht - 1936: Rendezvous in Wien - 1936: Konfetti - 1936: Das Frauenparadies - 1936: Liebe im Dreivierteltakt / Der letzte Wiener Fiaker - 1937: Die glücklichste Ehe der Welt / Die glücklichste Ehe von Wien - 1937: Husaren, heraus! - 1937: Gasparone - 1938: Der Mann, der nicht nein sagen kann - 1938: Heimat (met Zarah Leander, Heinrich George) - 1938: Die 4 Gesellen - 1939: Frau am Steuer - 1939: Es war eine rauschende Ballnacht (met Zarah Leander) - 1940: Golowin geht durch die Stadt - 1940: Der Herr im Haus - 1940: Rosen in Tirol (met Johannes Heesters) - 1940: Operette - 1941: Alles für Gloria - 1943: Münchhausen (met Hans Albers) - 1943: Geliebter Schatz |